# Саула-Синиалликад

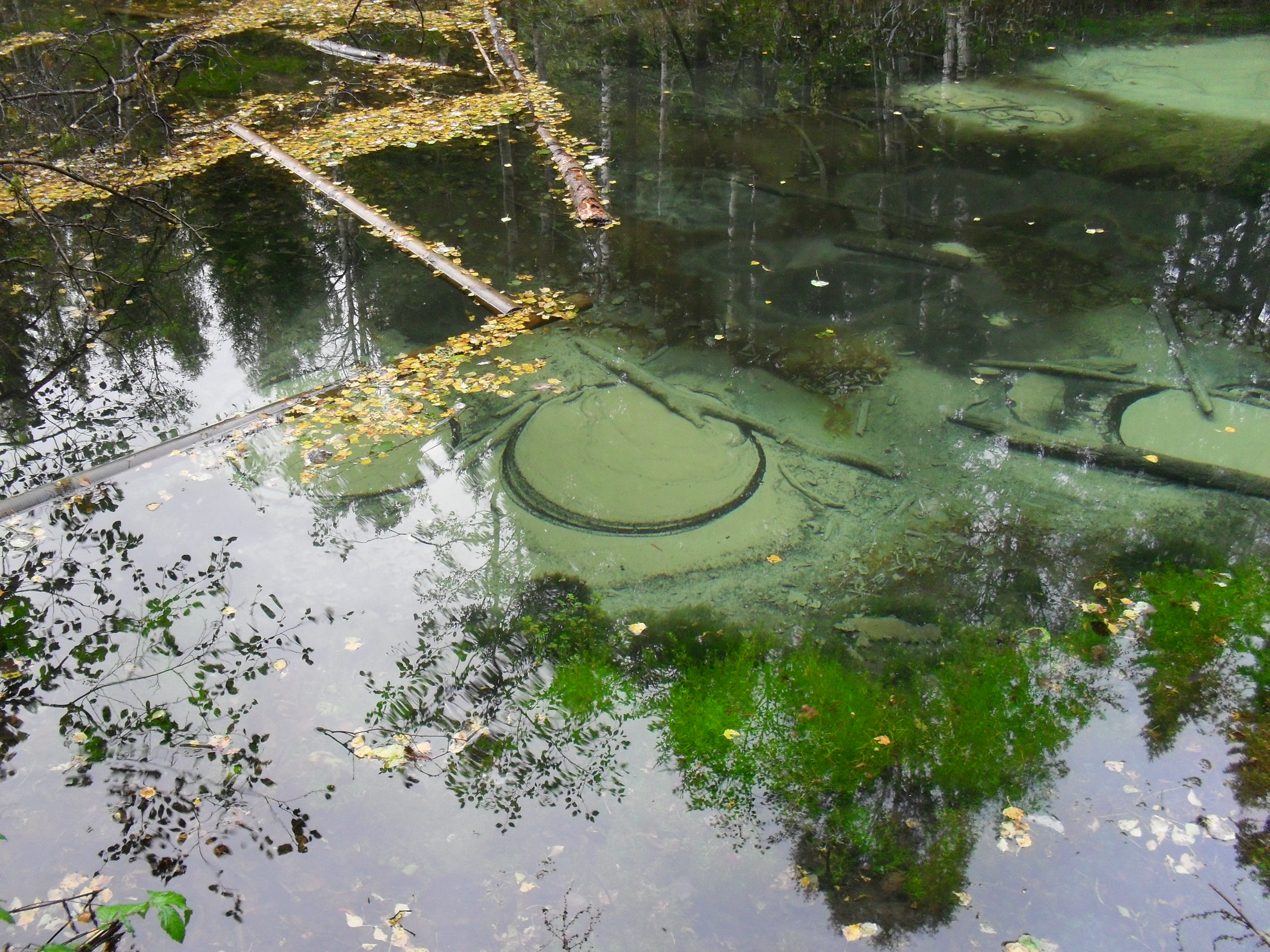
Песок на дне

Саула-Синиалликад (эст. Saula Siniallikad; в переводе «синий источник») — источник в деревне Саула в волости Козе, Эстония.
Состоит из трёх основных источников с общим расходом 20-30 литров в секунду. Источники отличаются по размеру и цвету: светло-зеленый-синий (голубой источник), коричнево-чёрный (чёрный источник) и серо-голубой (белый источник). Вода от источников впадает в протекающую рядом реку Пирита.
Источники находятся под охраной как культурное наследие и природный памятник.